# Örsnibb

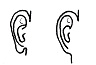
Fri respektive fäst örsnibb.

Örsnibb, även kallad örlob (latin lobulus auriculae) är den nedersta delen av ytterörat och består av fett och bindväv samt talgkörtlar. Människors örsnibbar kan variera i utseende och storlek, exempelvis är vissa örsnibbar relativt friliggande från det övriga ytterörat, medan andra sitter mer tydligt eller enhetligt samman med ytterörat.